# 대한민국의 일반지방산업단지 목록
다음은 대한민국의 일반지방산업단지 목록을 광역지방자치단체별로 정리한 것이다.

## 서울특별시
- 서울온수산업단지
- 마곡산업단지

## 부산광역시
- 강서보고일반산업단지
- 강서해성일반산업단지
- 기룡2일반산업단지
- 기룡일반산업단지
- 기장대우일반산업단지
- 동남권방사선의·과학일반산업단지
- 명동지구산업단지
- 명례일반산업단지
- 반룡일반산업단지
- 부산과학일반산업단지
- 부산신소재일반산업단지
- 부산진해경제자유구역
- 사상공업지역산업단지
- 산양일반산업단지
- 생곡산업단지
- 센텀시티일반산업단지
- 신평·장림일반산업단지
- 신호일반산업단지
- 에코장안일반산업단지
- 오리일반산업단지
- 장안일반산업단지
- 정관일반산업단지
- 정관코리일반산업단지
- 정주일반산업단지
- 지사2일반산업단지
- 지사글로벌일반산업단지
- 풍상일반산업단지

## 대구광역시
- 검단일반산업단지
- 금호워터폴리스
- 달성대성하이스코일반산업단지
- 달성일반산업단지
- 대구산업단지
- 대구염색일반산업단지
- 대구이시아폴리스
- 대구출판산업단지
- 대구테크노폴리스일반산업단지
- 서대구산업단지
- 성서산업단지

## 인천광역시
- 강화일반산업단지
- 강화하점일반산업단지
- 검단일반산업단지
- 서운일반산업단지
- 송도지식정보산업단지
- 인천기계산업단지
- 인천서부일반산업단지
- 인천서부자원순환특화단지
- 인천일반산업단지
- 청라1지구일반산업단지

## 광주광역시
- 광주에너지밸리일반산업단지
- 본촌일반산업단지
- 소촌일반산업단지
- 송암일반산업단지
- 진곡일반산업단지
- 평동일반산업단지
- 하남일반산업단지

## 대전광역시
- 대전산업단지
- 평촌일반산업단지
- 하소친환경일반산업단지

## 울산광역시
- GW일반산업단지
- KCC울산일반산업단지
- 길천일반산업단지
- 매곡일반산업단지
- 모듈화일반산업단지
- 모바일테크밸리일반산업단지
- 반천일반산업단지
- 방기일반산업단지
- 봉계일반산업단지
- 신일반산업단지
- 에너지융합일반산업단지
- 와지일반산업단지
- 울산테크노일반산업단지
- 이화일반산업단지
- 작동일반산업단지
- 전읍일반산업단지
- 중산2차일반산업단지
- 중산일반산업단지

## 세종특별자치시
- 명학일반산업단지
- 부강일반산업단지
- 세종미래일반산업단지
- 세종벤처밸리일반산업단지
- 세종스마트그린일반산업단지
- 세종첨단일반산업단지
- 소정일반산업단지
- 월산일반산업단지
- 전의일반산업단지
- 조치원일반산업단지

## 경기도
- 가유일반산업단지
- 가율일반산업단지
- 가장일반산업단지
- 강문일반산업단지
- 강천일반산업단지
- 개정일반산업단지
- 검준일반산업단지
- 경기화성바이오밸리일반산업단지
- 고덕국제화계획지구일반산업단지
- 고렴일반산업단지
- 공도일반산업단지
- 관리일반산업단지
- 광릉테크노밸리
- 구암일반산업단지
- 군포첨단산업단지
- 금곡일반산업단지
- 금산일반산업단지
- 금파일반산업단지
- 금현일반산업단지
- 김포항공일반산업단지
- 남면일반산업단지
- 남여주일반산업단지
- 노곡일반산업단지
- 농서일반산업단지
- 당동일반산업단지
- 대월일반산업단지
- 대포일반산업단지
- 덕산일반산업단지
- 덕평일반산업단지
- 도드람일반산업단지
- 도암일반산업단지
- 도하2일반산업단지
- 도하일반산업단지
- 동두천2일반산업단지
- 동두천일반산업단지
- 동문일반산업단지
- 동방일반산업단지
- 동탄일반산업단지
- 동항2일반산업단지
- 동항일반산업단지
- 두교일반산업단지
- 마도일반산업단지
- 마산2일반산업단지
- 마산일반산업단지
- 마정일반산업단지
- 매화일반산업단지
- 모가일반산업단지
- 목동일반산업단지
- 무능일반산업단지
- 무촌일반산업단지
- 문발일반산업단지
- 미양일반산업단지
- 반월도금일반산업단지
- 발안일반산업단지
- 방초일반산업단지
- 백학일반산업단지
- 백학통구일반산업단지
- 법원일반산업단지
- 볼빅일반산업단지
- 북좌일반산업단지
- 삼교일반산업단지
- 상마일반산업단지
- 상봉암일반산업단지
- 상수일반산업단지
- 서울우유일반산업단지
- 선유일반산업단지
- 설성일반산업단지
- 성남일반산업단지
- 세마일반산업단지
- 송문일반산업단지
- 송탄일반산업단지
- 수원산업단지
- 수원일반산업단지
- 신갈일반산업단지
- 신둔일반산업단지
- 신촌일반산업단지
- 신평일반산업단지
- 안성산업단지
- 양문일반산업단지
- 양촌일반산업단지
- 어연한산일반산업단지
- 에코그린일반산업단지
- 은통일반산업단지
- 영진바이오일반산업단지
- 오산일반산업단지
- 오성일반산업단지
- 오정일반산업단지
- 완장일반산업단지
- 용월일반산업단지
- 용인SG패션밸리일반산업단지
- 용인테크노밸리
- 용인패키징디자인일반산업단지
- 용정일반산업단지
- 용현일반산업단지
- 원곡일반산업단지
- 원삼일반산업단지
- 원일반산업단지
- 월롱일반산업단지
- 월정일반산업단지
- 율생일반산업단지
- 은남일반산업단지
- 의왕테크노파크
- 장남일반산업단지
- 장당일반산업단지
- 장안일반산업단지
- 장안첨단일반산업단지
- 장원일반산업단지
- 장자일반산업단지
- 장호원일반산업단지
- 적성일반산업단지
- 전곡해양일반산업단지
- 정남일반산업단지
- 제일바이오일반산업단지
- 주곡일반산업단지
- 지곡일반산업단지
- 지문일반산업단지
- 진관일반산업단지
- 진목일반산업단지
- 진위일반산업단지
- 청산대전일반산업단지
- 추팔일반산업단지
- 축현일반산업단지
- 칠괴일반산업단지
- 탄현일반산업단지
- 통삼일반산업단지
- 통진(팬택)일반산업단지
- 파주LCD일반산업단지
- 팔곡일반산업단지
- 팔탄(한미약품)일반산업단지
- 평택드림테크일반산업단지
- 평택브레인시티일반산업단지
- 평택일반산업단지
- 포승일반산업단지
- 학운일반산업단지
- 한강시네폴리스일반산업단지
- 한강씨엠일반산업단지
- 향남제약일반산업단지
- 현곡일반산업단지
- 홍죽일반산업단지
- 화남일반산업단지
- 화성송산테크노파크일반산업단지
- 화성일반산업단지

## 강원특별자치도
- 강릉과학일반산업단지
- 강릉옥계일반산업단지
- 강릉중소일반산업단지
- 남면일반산업단지
- 남춘천일반산업단지
- 동춘천일반산업단지[구:봉명]
- 동화일반산업단지
- 문막반계(문막중소협력외국인)
- 문막반계(산업단지)
- 문막반계일반산업단지
- 문막일반산업단지
- 부론일반산업단지
- 북평제2일반산업단지
- 삼척종합발전일반산업단지
- 소방·방재일반산업단지[구:방재]
- 송정일반산업단지
- 우산일반산업단지
- 우천일반산업단지
- 원주자동차부품일반산업단지
- 춘천전력IT문화복합일반산업단지
- 태백스포츠산업단지
- 포진일반산업단지
- 플라즈마일반산업단지
- 호산(LNG)일반산업단지
- 홍천북방일반산업단지
- 후평일반산업단지[재생사업지구]

## 충청북도
- KGC예본일반산업단지[구:KT&G]
- 감곡상우일반산업단지
- 강내산업단지
- 괴산대제산업단지
- 괴산유기식품산업단지
- 괴산첨단산업단지
- 국사일반산업단지
- 금왕일반산업단지
- 금왕테크노밸리산업단지
- 단양산업단지[구:단양신소재]
- 대신일반산업단지
- 대풍일반산업단지
- 덕유산업단지
- 리노삼봉산업단지
- 만정일반산업단지
- 맹동일반산업단지
- 문백금성일반산업단지
- 문백정밀기계산업단지
- 문백태흥일반산업단지[구:태략협동화]
- 보은동부일반산업단지
- 보은산업단지
- 산수(산수중소협력외국인)
- 산수(산업단지)
- 산수일반산업단지
- 상우산업단지[구:감곡]
- 생극산업단지
- 성본산업단지
- 성안산업단지
- 송두산업단지
- 신척산업단지[구:진천]
- 신천보부산업단지[구:음성임대]
- 에스폼산업단지
- 영동산업단지
- 오선산업단지
- 오송제2생명과학단지(충북경제자유구역)
- 오창과학(산업단지)
- 오창과학(오창외국인)
- 오창과학산업단지
- 오창제2산업단지
- 오창제3산업단지[구:성재]
- 오창테크노폴리스일반산업단지
- 옥산산업단지
- 옥천제2의료기기산업단지
- 원남산업단지
- 유촌산업단지
- 육령일반산업단지
- 음성이테크일반산업단지
- 음성하이텍산업단지
- 이월일반산업단지
- 제천일반산업단지
- 제천제2산업단지
- 제천제3산업단지
- 주곡산업단지
- 죽현일반산업단지
- 중부산업단지
- 중원일반산업단지
- 증평2일반산업단지
- 증평일반산업단지
- 청산산업단지
- 청주에어로폴리스2지구(충북경제자유구역)
- 청주일반산업단지
- 청주테크노폴리스일반산업단지
- 초평은암일반산업단지
- 충주DH산업단지
- 충주메가폴리스(산업단지)
- 충주메가폴리스(충주외국인)
- 충주메가폴리스산업단지
- 충주인프라시티산업단지
- 충주제1일반산업단지
- 충주제3산업단지
- 충주제4산업단지
- 충주제5일반산업단지
- 충주첨단일반산업단지
- 충주특화기술산업단지[구:녹색패션]
- 충청북도수산식품산업단지
- 현도일반산업단지
- 화석산업단지

## 충청남도
- 계룡제1산업단지[구:입암]
- 관창일반산업단지
- 금산일반산업단지
- 남공주일반산업단지
- 논산2일반산업단지
- 논산일반산업단지
- 당진1철강산업단지
- 대산2일반산업단지
- 대산3일반산업단지
- 대산일반산업단지
- 대산컴플렉스일반산업단지
- 대죽일반산업단지
- 동산일반산업단지
- 마정일반산업단지
- 서산남부일반산업단지 [구:서산도시형]
- 서산오토밸리
- 서산인더스밸리
- 서산테크노밸리
- 세종일반산업단지[구:가산]
- 송산2(산업단지)
- 송산2(송산2외국인)
- 송산2일반산업단지
- 송선일반산업단지
- 씨지엔대산전력일반산업단지[구:엠피씨]
- 아산디스플레이시티1일반산업단지[구:탕정컴플렉스]
- 아산디스플레이시티2일반산업단지[구:탕정2]
- 아산디지털일반산업단지[구:음봉디지털]
- 아산스마트밸리일반산업단지
- 아산제2테크노밸리일반산업단지
- 아산테크노밸리일반산업단지
- 아산현대모터스밸리[구:인주2공구]
- 영보일반산업단지
- 예당(1공구)
- 예당(2공구)
- 예당일반산업단지
- 예산신소재일반산업단지
- 예산일반산업단지
- 운용일반산업단지
- 웅천일반산업단지[구:선진]
- 유구자카드일반산업단지
- 인주(1공구)
- 인주1공구(산업)
- 인주1공구(인주외국인)
- 인주일반산업단지
- 천안3(산업단지)
- 천안3(천안외국인)
- 천안5(산업단지)
- 천안5(외국인)
- 천안LG생활건강퓨쳐일반산업단지
- 천안동부바이오일반산업단지
- 천안산업기술산업단지
- 천안제2일반산업단지
- 천안제3일반산업단지
- 천안제4일반산업단지
- 천안제5일반산업단지
- 천흥일반산업단지
- 탄천일반산업단지
- 탕정일반산업단지
- 탕정테크노일반산업단지
- 풍세일반산업단지
- 합덕인더스파크일반산업단지
- 합덕일반산업단지
- 현대대죽일반산업단지
- 현대제철산업단지[구:송산]
- 홍성일반산업단지

## 전북특별자치도
- 고창일반산업단지
- 군산일반산업단지
- 김제순동일반산업단지
- 남원일반산업단지
- 부안신·재생에너지일반산업단지
- 새만금산업단지
- 완주일반산업단지
- 완주테크노밸리일반산업단지
- 완주테크노밸리제2일반산업단지
- 익산제2일반산업단지
- 익산제3(산업단지)
- 익산제3(익산외국인)
- 익산제3일반산업단지
- 익산제4일반산업단지[구:익산종합의료과학]
- 전주과학산업연구단지
- 전주시자원순환특화단지
- 전주제1일반산업단지[재생사업지구]
- 전주제2일반산업단지
- 전주친환경첨단복합산업단지(1단계)
- 전주친환경첨단복합산업단지(3-1단계)
- 정읍제1일반산업단지
- 정읍제2일반산업단지
- 정읍제3일반산업단지
- 정읍첨단과학(RFT)일반산업단지
- 지평선일반산업단지

## 전라남도
- 강진산업단지[구:성전]
- 광양익신일반산업단지
- 군내일반산업단지
- 나주신도일반산업단지
- 나주일반산업단지
- 나주혁신산업단지[구:나주미래]
- 담양일반산업단지
- 대마전기자동차산업단지[구:대마]
- 대양일반산업단지
- 도양일반산업단지
- 동함평일반산업단지
- 묘도녹색산업단지
- 문평일반산업단지
- 삼호일반산업단지
- 삽진일반산업단지
- 세라믹일반산업단지
- 세풍(산업단지)
- 세풍(세풍중소협력외국인)
- 세풍일반산업단지(광양만권경제자유구역)
- 순천일반산업단지
- 신금일반산업단지
- 여수오천일반산업단지
- 용당일반산업단지
- 운남일반산업단지
- 율촌제1일반산업단지(광양만권경제자유구역)
- 율촌제2일반산업단지(광양만권경제자유구역)
- 율촌제3일반산업단지(광양만권경제자유구역)
- 장성나노기술일반산업단지
- 장흥바이오식품산업단지[구:해당]
- 해룡산업단지(광양만권경제자유구역)
- 화순생물의약산업단지 [구:화순]
- 화원조선산업단지[구:화원]
- 황금산업단지(광양만권경제자유구역)

## 경상북도
- SK머티리얼즈일반산업단지[구:OCI머티리얼즈]
- 가흥일반산업단지
- 갈산일반산업단지
- 강동일반산업단지
- 개진일반산업단지
- 건천3일반산업단지
- 건천4일반산업단지
- 건천용명일반산업단지
- 건천제1일반산업단지
- 건천제2일반산업단지
- 검단일반산업단지
- 경북바이오2차일반산업단지
- 경북바이오일반산업단지
- 경산1-1일반산업단지[구:진량3]
- 경산1일반산업단지
- 경산2일반산업단지
- 경산3일반산업단지
- 경산4일반산업단지
- 고경일반산업단지
- 고령1일반산업단지[구:다산]
- 고령2일반산업단지[구:다산2]
- 광명일반산업단지
- 구어2일반산업단지
- 그린일반산업단지
- 김천1(1단계)
- 김천1(2단계)
- 김천1일반산업단지
- 김천1일반산업단지(3단계)
- 나아일반산업단지
- 녹동일반산업단지
- 대곡2일반산업단지
- 동고령일반산업단지[구:박곡]
- 두전일반산업단지
- 명계2일반산업단지
- 명계3일반산업단지
- 모화일반산업단지
- 문산2일반산업단지
- 문산일반산업단지
- 봉룡일반산업단지
- 상주청리일반산업단지
- 상주한방일반산업단지
- 서동일반산업단지
- 석계2일반산업단지
- 석계4일반산업단지
- 석계일반산업단지
- 석포일반산업단지
- 성산일반산업단지
- 성주2일반산업단지
- 성주일반산업단지
- 신기일반산업단지
- 신기제2일반산업단지
- 신흥일반산업단지
- 양남일반산업단지
- 연화일반산업단지
- 열뫼일반산업단지
- 영일만(산업단지)
- 영일만(포항외국인)
- 영일만2일반산업단지
- 영일만3일반산업단지
- 영일만4일반산업단지
- 영일만일반산업단지
- 영주일반산업단지
- 영천첨단부품소재산업단지( 대구경북경제자유구역)
- 왜관(기존단지)
- 왜관(추가단지)
- 왜관3일반산업단지
- 왜관일반산업단지
- 외동2일반산업단지
- 외동일반산업단지
- 월성일반산업단지
- 월항일반산업단지
- 제내2일반산업단지
- 제내5일반산업단지
- 제내일반산업단지
- 천북2일반산업단지
- 천북일반산업단지
- 포항4일반산업단지
- 화산일반산업단지

## 경상남도
- AM하이테크일반산업단지
- 가산일반산업단지
- 가산일반산업단지
- 가산일반산업단지
- 가연일반산업단지
- 갈사만조선산업단지(광양만권경제자유구역)
- 거창일반산업단지
- 군북월촌일반산업단지
- 금진일반산업단지
- 김해GoldenRoot일반산업단지[구:김해]
- 김해사이언스파크일반산업단지
- 김해테크노밸리
- 나전2일반산업단지
- 나전일반산업단지
- 남양지구산업단지(부산진해경제자유구역)
- 내산일반산업단지
- 넥센일반산업단지
- 대가룡일반산업단지
- 대독일반산업단지
- 대동일반산업단지
- 대동첨단일반산업단지
- 대사일반산업단지
- 대송산업단지(광양만권경제자유구역)
- 대의일반산업단지
- 대진일반산업단지
- 대합일반산업단지
- 덕계월라일반산업단지
- 덕계일반산업단지
- 덕곡일반산업단지
- 덕암2일반산업단지
- 덕암일반산업단지
- 덕포일반산업단지
- 동전일반산업단지
- 마천일반산업단지
- 매촌일반산업단지
- 매촌제2일반산업단지
- 명동일반산업단지
- 모사일반산업단지
- 미래테크일반산업단지
- 미전일반산업단지
- 법송2일반산업단지
- 법송일반산업단지
- 법수강주일반산업단지
- 법수우거일반산업단지
- 병동일반산업단지
- 본산일반산업단지
- 봉암동원일반산업단지
- 부목2일반산업단지
- 뿌리일반산업단지
- 사내일반산업단지
- 사천제1(사천외국인)
- 사천제1(산업단지)
- 사천제1일반산업단지
- 사천제2일반산업단지
- 사포일반산업단지
- 산막일반산업단지
- 산청한방항노화일반산업단지
- 상복일반산업단지
- 서김해일반산업단지
- 서창일반산업단지
- 석계2일반산업단지
- 성호일반산업단지
- 송현일반산업단지
- 수곡일반산업단지
- 신천일반산업단지
- 안골일반산업단지
- 안정일반산업단지
- 양산일반산업단지[재생사업지구]
- 어곡일반산업단지
- 어곡제2일반산업단지
- 억만일반산업단지
- 영남일반산업단지
- 오비2일반산업단지
- 오비일반산업단지
- 오척일반산업단지
- 용당일반산업단지
- 용전2일반산업단지
- 용전3일반산업단지
- 용전일반산업단지
- 원지일반산업단지
- 유산일반산업단지
- 율대일반산업단지
- 이노비즈밸리일반산업단지
- 이지(Eco-Zone)일반산업단지
- 장좌일반산업단지
- 장지일반산업단지
- 정곡백곡일반산업단지
- 정촌일반산업단지
- 종포일반산업단지
- 주남일반산업단지
- 주호일반산업단지
- 죽곡2일반산업단지
- 죽곡일반산업단지
- 죽곡일반산업단지
- 지수일반산업단지
- 진북일반산업단지
- 진전평암일반산업단지
- 진주(사봉)일반산업단지
- 진주상평일반산업단지
- 창곡일반산업단지
- 창원일반산업단지
- 천선일반산업단지
- 축동일반산업단지
- 칠북영동일반산업단지
- 칠서일반산업단지
- 칠원용산일반산업단지
- 토정일반산업단지
- 하남일반산업단지
- 하리일반산업단지
- 함안그린테크밸리일반산업단지
- 함안일반산업단지[구:군북]
- 함양일반산업단지
- 향촌2일반산업단지
- 화천일반산업단지
- 휴천일반산업단지
- 흥사일반산업단지

## 제주특별자치도
- 용암해수일반산업단지

## 비고
한국산업단지공단에서 발표한 전국산업단지현황통계 통계표(17.3분기)에 의하면 전국 일반산업단지는 641개이며 지정면적 약 536,243,000m², 관리면적 약 530,481,000m², 산업시설구역 약 324,385,000m²이다. 입주 및 고용현황으로는 입주업체 37,644개사, 가동업체 34,308개사이며 863,715명이 일반산업단지에 고용되어 있다. 생산 및 수출 현황으로는 생산은 17년 3분기에 16년 3분기 276,178,483,200달러에 비해 14.1%  오른 315,164,336,000달러를 기록했으며 수출은 17년 3분기에 16년 3분기 110,218,506,000달러에 비해 34.8% 오른 148,549,909,000달러를 기록하였다.